# ナザレス・スピードウェイ
ナザレス・スピードウェイ (Nazareth Speedway) は、アメリカ合衆国のサーキット。ペンシルベニア州ナザレスに所在し、1910年から2004年まで使用された。

## レース優勝者

### NASCARクラフツマン・トラック・シリーズ
- 1996年 ジャック・スプラーグ
- 1997年 ジャック・スプラーグ
- 1998年 ロン・ホーナディ
- 1999年 グレッグ・ビッフル
- 2000年 デニス・セッツアー
- 2001年 グレッグ・ビッフル

### IROC
- 1989年 ダニー・サリバン

## 大衆文化の中で
マーク・ノップラーは「スピードウェイ・アット・ナザレス」を作曲した。同曲はソロ2作目の『セイリング・トゥ・フィラデルフィア』に収められている。